# Étienne Desmarteau
Étienne Desmarteau (Boucherville, Quebec, 4 de febrer de 1873 – Mont-real, 29 d'octubre de 1905) va ser un atleta canadenc, especialista en els llançaments que va competir a cavall del segle xix i el segle xx.

## Biografia
Nascut a Boucherville, Quebec, Desmarteau fou membre del Montréal Athletic Club va ser un dels principals especialistes en el llançament de pes en la modalitat de 56 lliures (25,4 kg.). El 1902 havia guanyat el campionat de l'Amateur Athletic Union, superant a John Jesus Flanagan. Flanagan va millorar el rècord mundial de la modalitat en vigílies dels Jocs Olímpics de 1904, cosa que els convertia en els màxims favorits en aquesta prova.
Per competir als Jocs Olímpics, Desmarteau, un oficial de policia a Mont-real, va haver de demanar un permís per anar a Saint Louis, però li fou denegat. Ell va decidir anar-hi igualment i això li costà la feina. Amb un millor llançament de 10 m 46 cm va guanyar la medalla d'or per davant Flanagan.
En tornar a casa fou rebut com un heroi i fou readmès al cos de policia. El 1905 morí, possiblement per culpa d'una febre tifoide.
En honor seu un districte, un parc i una pavelló esportiu de Mont-real, duen el seu nom.
Sovint és considerat com el primer campió olímpic canadenc, tot i que aquest honor recau en George Orton, que tot i córrer per una universitat estatunidenca guanyà l'or en els 2500 metres obstacles dels Jocs de 1900.